# Élections municipales de 1991 à Séville
Les élections municipales de 1991 à Séville (en espagnol : elecciones municipales de 1991 en Sevilla) se tiennent le dimanche 26 mai 1991, afin d'élire les 31 conseillers municipaux de Séville pour un mandat de quatre ans.

## Contexte
Le 30 juin 1987, le maire socialiste sortant, Manuel del Valle (es), est réélu avec les seules 13 voix favorables des élus de son groupe, les directions nationales du Parti socialiste et de la Gauche unie ayant empêché la conclusion d'un accord entre les deux formations.
Manuel del Valle annonce, le 6 février 1991, qu'il ne sera pas candidat à sa réélection.

## Mode de scrutin

### Conditions de candidature
Peuvent présenter des candidatures, : 
- les partis et fédérations de partis inscrits auprès des autorités ;
- les coalitions de partis et/ou fédérations inscrites auprès de la commission électorale au plus tard dix jours après la convocation du scrutin ;
- et les électeurs de la commune, s'ils représentent au moins 5 000 parrainages.

### Répartition des sièges
Le nombre de conseillers municipaux est établi en fonction de la population de la commune. Les communes de plus de 100 001 habitants comptent 25 conseillers et un conseiller supplémentaire pour 100 000 habitants ou fraction, ainsi qu'un conseiller supplémentaire si le total de conseillers municipaux constitue un nombre pair. Séville comptant officiellement 678 218 habitants recensés à la fin de l'année 1990, elle dispose de 31 conseillers municipaux.
Seules les listes ayant recueilli au moins 5 % des suffrages valides — qui constitue le total des suffrages exprimés et des bulletins blancs — peuvent participer à la répartition des sièges à pourvoir dans cette même circonscription, qui s'organise en suivant différentes étapes : 
- les listes sont classées en une colonne par ordre décroissant du nombre de suffrages obtenus ;
- les suffrages de chaque liste sont divisés par 1, 2, 3... jusqu'au nombre de députés à élire afin de former un tableau ;
- les mandats sont attribués selon l'ordre décroissant des quotients ainsi obtenus[7],[8],[9].

### Élection du maire
Le maire est élu par le conseil municipal, parmi les conseillers municipaux ayant occupé la première place de leurs listes respectives. Est élu maire celui qui recueille le soutien de la majorité absolue des conseillers. Si aucun candidat n'atteint cette majorité, le conseiller municipal ayant occupé la première place de la liste qui a recueilli le plus grand nombre de suffrages est proclamé maire.

## Campagne

### Principales listes
| Force politique | Force politique                                                                                              | Force politique | Idéologie                                                          | Tête de liste               | Résultats en 1987       |
| --------------- | --- | --------------- | ------------------------------------------------------------------ | --------------------------- | ----------------------- |
|                 | Parti socialiste ouvrier espagnol (es) Partido Socialista Obrero Español                                     | PSOE            | Centre gauche Social-démocratie, progressisme                      | Luis Yáñez (es)             | 38,8 % des voix 13 élus |
|                 | Parti populaire (es) Partido Popular                                                                         | PP              | Centre droit à droite Libéral-conservatisme, démocratie chrétienne | Soledad Becerril            | 25,5 % des voix 8 élus  |
|                 | Partido Andalucista (fr) Parti andalouciste                                                                  | PA              | Centre gauche Social-démocratie, fédéralisme, nationalisme         | Alejandro Rojas-Marcos (es) | 20,9 % des voix 7 élus  |
|                 | Gauche unie Les Verts – Appel pour l'Andalousie (es) Izquierda Unida Los Verdes - Convocatoria por Andalucía | IULV-CA         | Gauche Communisme, écologisme, nationalisme                        | Rosa Bendala                | 9,2 % des voix 3 élus   |

## Résultats
|                        |                                                           |         |       |      |        |               |  |  |  |  |  |  |  |  |
| Parti                  | Parti                                                     | Voix    | %     | +/-  | Sièges | +/-           |  |  |  |  |  |  |  |  |
|                        | Parti socialiste ouvrier espagnol (PSOE)                  | 108 028 | 38,57 | 0,18 | 12     | 1             |  |  |  |  |  |  |  |  |
|                        | Partido Andalucista (PA)                                  | 77 168  | 27,55 | 6,70 | 9      | 2             |  |  |  |  |  |  |  |  |
|                        | Parti populaire (PP)                                      | 68 206  | 24,35 | 1,13 | 8      | en stagnation |  |  |  |  |  |  |  |  |
|                        | Gauche unie Les Verts – Appel pour l'Andalousie (IULV-CA) | 19 216  | 6,86  | 2,30 | 2      | 1             |  |  |  |  |  |  |  |  |
|                        | Les Verts d'Andalousie (es) (LVA)                         | 2 714   | 0,97  | 0,37 | 0      | en stagnation |  |  |  |  |  |  |  |  |
|                        | Centre démocratique et social (CDS)                       | 877     | 0,31  | 2,09 | 0      | en stagnation |  |  |  |  |  |  |  |  |
|                        | Les Verts Liste écologiste-humaniste (es) (LVLEH)         | 857     | 0,31  | Nv   | 0      | en stagnation |  |  |  |  |  |  |  |  |
|                        | Autres partis                                             | 806     | 0,29  | -    | 0      | -             |  |  |  |  |  |  |  |  |
|                        | Vote blanc                                                | 2 217   | 0,79  | 0,04 |        |               |  |  |  |  |  |  |  |  |
|                        |                                                           |         |       |      |        |               |  |  |  |  |  |  |  |  |
| Suffrages exprimés     | Suffrages exprimés                                        | 280 089 | 99,68 |      |        |               |  |  |  |  |  |  |  |  |
| Votes nuls             | Votes nuls                                                | 907     | 0,32  |      |        |               |  |  |  |  |  |  |  |  |
| Total                  | Total                                                     | 280 996 | 100   | -    | 31     | en stagnation |  |  |  |  |  |  |  |  |
| Abstention             | Abstention                                                | 231 312 | 45,15 |      |        |               |  |  |  |  |  |  |  |  |
| Inscrits/Participation | Inscrits/Participation                                    | 512 308 | 54,85 |      |        |               |  |  |  |  |  |  |  |  |

## Suites
Six jours après la tenue du scrutin, la candidate du Parti populaire, Soledad Becerril, propose publiquement à la tête de liste du Partido Andalucista, Alejandro Rojas-Marcos (es), un « pacte de gouvernement stable ». Initialement réticent face à une telle éventualité qu'il présente comme un « baiser de la mort » semblable à l'alliance scellée, au début des années 1980, entre les nationalistes andalous et la défunte Union du centre démocratique, Alejandro Rojas-Marcos se dit, le 9 juin, « fermement » disposé à pactiser avec Soledad Becerril.
Le PA et le PP s'entendent le 13 juin sur un programme de gouvernement conjoint, expulsant le Parti socialiste d'une mairie particulièrement emblématique pour lui. Le 15 juin, à l'issue d'une séance particulièrement mouvementée, Alejandro Rojas-Marcos est investi maire de Séville.